# New Ulm
New Ulm is een plaats (city) in de Amerikaanse staat Minnesota, en valt bestuurlijk gezien onder Brown County.

## Demografie
Bij de volkstelling in 2000 werd het aantal inwoners vastgesteld op 13.594.
In 2006 is het aantal inwoners door het United States Census Bureau geschat op 13.406, een daling van 188 (-1.4%).

## Geografie
Volgens het United States Census Bureau beslaat de plaats een oppervlakte van
23,2 km², waarvan 22,7 km² land en 0,5 km² water. New Ulm ligt op ongeveer 274 m boven zeeniveau.

## Plaatsen in de nabije omgeving
De onderstaande figuur toont nabijgelegen plaatsen in een straal van 24 km rond New Ulm.

## Geboren
- Tippi Hedren (1930), actrice